# 대제학
대제학(大提學)은 고려와 조선의 관직이다. 고려시대에는 우문관(右文館)의 정2품, 집현관(集賢館)의 종2품 벼슬이다. 조선시대에는 홍문관·예문관에 소속된 정2품의 관직이다. 특히 조선시대에는 문묘종사대현에 다음가는 학자로서의 직위를 누렸으며, 온 나라의 학문을 바르게 평가하는 저울이라는 뜻으로 문형(文衡)이라는 별칭이 있다. 이 '문형'이라는 별칭을 얻으려면 반드시 홍문관 대제학과 예문관 대제학과 성균관 대사성 또는 지성균관사(성균관 지사(지관사)) 등 나라의 학문 관련을 담당하는 홍문관, 예문관, 성균관의 세가지 최고직위를 모두 겸직하는 경우에 한하였다. 대제학은 학문의 권위가 높다고만 해서 되는 관직이 아니라 문과 대과 급제자이면서 원칙적으로 문신으로 임금의 특명을 받은 사람들이 공부하던 호당(湖堂)출신만 가능하였다.
전임관(專任官)이 아니고 타관(他官)이 겸임하였다. 문관 만이 할 수 있었으며, 문형(文衡)을 잡고 있었다. 대제학 아래 벼슬인 제학은 신라·고려 시대에 학사(學士 : 翰林學士·侍講學士·侍讀學士 등)라 불리다가 1308년(충렬왕 34) 충선왕이 실권을 잡자, 문한서(文翰署)와 사관(史館)을 병합해 예문춘추관으로 하였다.
여기에 종2품의 대사백(大詞伯)과 정3품의 사백을 두었는데, 뒤의 대제학과 제학의 전신이다. 즉, 1356년(공민왕 5) 한림원을 복구하고 학사를 두었으며 1360년에 대학사를 설치했다가 1362년 예문관이라고 칭해 대학사를 대제학, 학사를 제학으로 고쳤던 것이다.
한편, 1314년(충숙왕 1)에는 보문각(寶文閣)에 정2품의 대제학을 설치하기도 하였다. 또 제관전(諸館殿)인 우문관(右文館)에 정2품의 대제학과 정3품의 제학, 진현관(進賢館)에 종2품의 대제학과 정3품의 제학을 두기도 하였다.
조선시대에 들어와 태조 1년 7월의 신반관제(新頒官制)를 보면, 예문 춘추관에 대학사 2인이 있어, 정2품으로서 자헌(資憲) 이상이 겸하고, 학사는 2인에 종2품으로서 가선(嘉善) 이상이 겸한다고 되어 있다. 1401년(태종 1) 7월의 관제 개혁 때 예문 춘추관을 예문관과 춘추관으로 분리 시켜 예문관은 녹관(祿官)으로 하고 춘추관은 겸관(兼官)으로 정하였다.
예문관에 대제학 1인과 제학 1인을 두었는데, 이것은 예문 춘추관의 대학사와 학사를 개칭한 것이며 정원도 2인에서 1인으로 감축하였다. 이것은 그 뒤 『경국대전』에 그대로 법제화 되었으나, 종전과 다른 것은 녹관이 겸관으로 바뀐 점이다.
홍문관의 대제학은 1420년(세종 2) 3월 제관전, 즉 수문전(修文殿)·집현전·보문각을 집현전으로 통합, 강화할 때 대제학 2인에 정2품, 제학 2인에 종2품으로 정해 겸관으로 하였다. 그러나 1456년(세조 2) 6월 사육신 사건으로 혁파하였다.
1463년 11월 양성지(梁誠之)의 건의로 집현전 대신 홍문관을 설치해 대제학 1인, 제학 1인 등 많은 관원을 두어 모두 겸관으로 하였다. 하지만 장서기관(藏書機關)에 지나지 않았으며, 겸예문(兼藝文)이 홍문관을 운용하는 체제를 세웠다.
1478년(성종 9) 3월 겸예문 체제에서 벗어나 집현전적인 홍문관으로 기능을 강화해 『경국대전』에 법제화되었다. 대제학은 『경국대전』 이후 아무 변화 없이 『대전회통』까지 이어졌다.

## 역대 대제학

### 태조
- 심효생

### 태종
- 이문화
- 이지
- 이첨
- 권근
- 이직
- 남재
- 조박
- 류양
- 유창
- 이래
- 류관
- 성석인
- 이행
- 정이오
- 김한로
- 조용
- 정역
- 변계량

### 세종
- 류관(柳觀)
- 맹사성(孟思誠)
- 류관(柳觀)
- 류관(柳觀), 변계량(卞季良): 집현전 대제학[1]
- 정역(鄭易)
- 류관(柳觀)
- 변계량(卞季良): 세종4년(1422) 10월 28일 ~ 세종8년(1426) 6월 21일
- 이수(李隨): 세종8년(1426) 6월 21일 ~ 세종8년(1426) 12월 7일 ~
- 오승(李隨): 세종8년(1426) 12월 7일 ~ 세종10년(1428) 11월 7일
- 류사눌: 세종10년(1428) 11월 7일 ~ 세종11년(1429) 7월 5일
- 이수(李隨): 세종11년(1429) 7월 5일 ~ 세종11년(1429) 9월 30일
- 이맹균(李孟畇): 세종11년(1429) 9월 30일 ~ 세종12년(1430) 4월 26일
- 이맹균(李孟畇): 세종12년(1430) 4월 26일 ~

- 하연: 세종13년(1431) 2월 1일 ~
- 김규

### 세조
1464년 서거정

### 성종
1488년 어세겸(魚世謙)

### 경종
- 이광좌(李光左): 경종2년(1722) 4월 11일 ~
- 조태억(趙泰億): 경종2년(1722) 8월 29일 ~

### 영조
- 이재(李縡): 영조1년(1725) 5월 6일 ~
- 이병상(李秉常): 영조1년(1725) 6월 9일 ~
- 이의현(李宜顯): 영조1년(1725) 6월 21일 ~
- 이병상(李秉常): 영조2년(1726) 4월 13일 ~
- 이재(李縡): 영조2년(1726) 6월 24일 ~
- 이의현(李宜顯): 영조2년(1726) 9월 6일 ~
- 윤순(尹淳): 영조3년(1727) 9월 13일 ~
- 조문명(趙文命): 영조5년(1729) 6월 1일 ~
- 이진망(李眞望): 영조6년(1730) 11월 19일 ~
- 이덕수(李德壽): 영조7년(1731) 10월 2일 ~
- 윤순(尹淳): 영조10년(1734) 9월 2일 ~
- 윤순(尹淳): 영조12년(1736) 1월 1일 ~
- 이덕수(李德壽): 영조12년(1736) 12월 1일 ~
- 이덕수(李德壽): 영조13년(1737) 3월 6일 ~
- 이덕수(李德壽): 영조16년(1740) 1월 15일 ~
- 오원(吳瑗): ? ~ ?
- 이광덕(李匡德): 영조17년(1741) 3월 27일 ~
- 이병상(李秉常): 영조18년(1742) 3월 13일 ~
- 조관빈(趙觀彬): 영조25년(1749) 5월 23일 ~
- 오원(吳瑗): ? ~ ?
- 조관빈(趙觀彬): 영조29년(1753) 7월 27일 ~
- 윤봉조(尹鳳朝): 영조33년(1757) 10월 3일 ~
- 남유용(南有容): 영조34년(1758) 5월 25일 ~
- 김양택(金陽澤): 영조34년(1758) 11월 13일 ~
- 김양택(金陽澤): 영조35년(1759) 11월 24일 ~
- 김양택(金陽澤): 영조36년(1760) 4월 14일 ~
- 김양택(金陽澤): 영조37년(1761) 2월 23일[2] ~

### 순종
1. ↑  조선왕조실록 세종 2년 3월 16일 기사. 집현전에 대제학 2인을 두었다.
2. ↑  실록은 이번으로 5차례 문형(文衡)을 맡은 셈이라고 기록함.